# Mali Ston
Mali Ston est un village de Croatie dépendant de la municipalité de Ston sur la péninsule de Pelješac dans le comitat de Dubrovnik-Neretva. En 2011 sa population était de 139 habitants.